# 富爾頓縣 (喬治亞州)
富爾頓縣（英語：Fulton County）是美国喬治亞州西北部的一個縣，面積1,385平方公里。根據2020年美國人口普查，人口共有106萬6,710人。富爾頓縣縣治是同為喬治亞州首府的亚特兰大。該縣成立於1853年，而富爾頓這個縣名，是為了紀念第一條橫貫大陸鐵路的鐵路測量師罗伯特·富尔顿。